# Letung
Letung is een bestuurslaag in het regentschap Kepulauan Anambas van de provincie Riau-archipel, Indonesië. Letung telt 3054 inwoners (volkstelling 2010).